# Saturday Night Live (España)
La versión española de Saturday Night Live se estrenó el 5 de febrero de 2009 en la cadena de televisión española Cuatro y se emitía los jueves a las 22:30 hasta antes de Semana Santa (abril de 2009), que pasó a los miércoles a las 22:45 después de El hormiguero.
El programa producido por la productora Globomedia es la versión del programa estadounidense emitido por la NBC Saturday Night Live.

## El reparto
El reparto del programa lo formaban 5 cómicos que interpretaban los papeles principales y 7 actores secundarios que participaban también en algunos de los sketches.

### Actores principales
- Eva Hache
- Yolanda Ramos
- Secun de la Rosa
- Edu Soto
- Gorka Otxoa

### Actores secundarios
- Daniel Ortiz
- Meritxell Duró
- Lucas Trapaza
- Manuela Burló
- César Camino
- Meritxell Huertas
- Ota Vallés

## Presentación
En cada programa se recibe la visita de un invitado que se convierte en el presentador del programa, que interpreta el monólogo inicial y participando en varios de los sketches.

## Música en directo
El programa cuenta con la banda Desvelados que ameniza cada programa con su música y además algunos programas se recibe la visita de algún artista nacional que interpreta alguno de sus temas.

## Estructura del programa
Todos los programas siguen una estructura similar, primero el host del programa participa un sketch que termina con la frase "¡estamos en directo y esto es Saturday Night Live!", luego le sigue la cabecera del programa seguida de un monólogo del invitado, tras este monólogo le siguen varios sketches en los que en algunos participa también el invitado u otros invitados junto a los humoristas del programa, y para finalizar se emiten "Las noticias del SNL" presentadas por Gorka Otxoa y Eva Hache y la actuación del grupo invitado.

## Audiencias
| Temporada | Temporada | Episodios | Estreno              | Final              | Audiencia media | Audiencia media | Audiencia media |
| Temporada | Temporada | Episodios | Estreno              | Final              | Espectadores    | Cuota           |                 |
| --------- | --------- | --------- | -------------------- | ------------------ | --------------- | --------------- | --------------- |
|           | 1         | 12        | 5 de febrero de 2009 | 13 de mayo de 2009 | 1 648 000       | 9,2%            |                 |

| Episodio | Fecha de emisión      | Invitado                 | Actuación musical         | Audiencia         |
| -------- | --------------------- | ------------------------ | ------------------------- | ----------------- |
| 1x01     | 5 de febrero de 2009  | Antonio Resines          | El Canto del Loco         | 2 547 000 (13,8%) |
| 1x02     | 12 de febrero de 2009 | Ramón García y Paco León | Manolo García             | 2 306 000 (11,9%) |
| 1x03     | 19 de febrero de 2009 | Amparo Baró              | Muchachito Bombo Infierno | 1 464 000 (8,1%)  |
| 1x04     | 26 de febrero de 2009 | Fernando Tejero          | -                         | 1 660 000 (9,1%)  |
| 1x05     | 5 de marzo de 2009    | Belén Rueda              | -                         | 2 052 000 (11,7%) |
| 1x06     | 12 de marzo de 2009   | Patricia Conde           | -                         | 1 813 000 (10,7%) |
| 1x07     | 19 de marzo de 2009   | Pepe Navarro             | -                         | 1 302 000 (7,7%)  |
| 1x08     | 26 de marzo de 2009   | Florentino Fernández     | -                         | 1 409 000 (8,1%)  |
| 1x09     | 2 de abril de 2009    | Santiago Segura          | -                         | 1 417 000 (7,9%)  |
| 1x10     | 15 de abril de 2009   | Raffaella Carrà          | -                         | 1 471 000 (8,4%)  |
| 1x11     | 22 de abril de 2009   | Victoria Abril           | -                         | 1 301 000 (7,0%)  |
| 1x12     | 6 de mayo de 2009     | Santi Millán             | Nena Daconte              | 1 034 000 (5,9%)  |
| 1x13*    | 13 de mayo de 2009    | RECOPILACIÓN             | -ESPECIAL 1a Temporada    | 359 000 (5,6%)    |

- *El programa número 13 fue el último de la temporada. Consistió en un especial recopilatorio de los mejores momentos del programa, en el que además se incluyeron fragmentos exclusivos no emitidos anteriormente. Este último programa fue emitido a las 00:50 horas.

La media de la primera edición fue del 9,2% de share.
- Durante un tiempo hubo una propuesta para hacer el programa en la cadena Cuatro de lunes a jueves no festivos al término de lo que en Cuatro empezará a las 22:45. Finalmente fue descartado, y por el momento el programa no se hará en España.